# 樋口圭介
樋口 圭介（ひぐち けいすけ、1970年9月9日 - ）は、テレビ朝日ビジネスソリューション本部コンテンツ編成局総合編成部制作2部長。

## 略歴
神奈川県立厚木高等学校卒業後、一浪を経て慶應義塾大学法学部卒業。1996年にテレビ朝日入社、マルチメディア局ソフト事業部に配属。2001年に編成制作局（現・総合編成局）へ異動、バラエティ番組を担当する。2013年7月8日より奥川晃弘から引き継ぐ形で「Qさま!!」のゼネラルプロデューサーに昇格した。2022年7月からは奥川晃弘から引き継ぐ形で制作2部長に昇進。それ以前は総合編成局制作1部所属のゼネラルプロデューサー。これで担当していた番組は一部を除いて久保信広ゼネラルプロデューサーに引き継ぎ、自身は統括として制作に携わることになった。

低予算の深夜番組『お願い!ランキング』の立ち上げに、上司である奥川晃弘とブレーンを務める鈴木おさむと関わる。様々なランキングを紹介する過程で川越達也や三ツ矢雄二を発掘する。
ラーメン二郎が好物。

## 現在の担当番組

### 統括
レギュラー番組
- クイズプレゼンバラエティー Qさま!!
- 林修の今、知りたいでしょ!

スペシャル番組
- タモリステーション

（上記の番組において以前はゼネラルプロデューサーを担当）

## 過去の担当番組

### 統括
- お願い!ランキング presents そだてれび（以前はゼネラルプロデューサーを担当）
- 音楽チャンプ（以前はゼネラルプロデューサーを担当）
- 爆問×伯山の刺さルール!
- 証言者バラエティ アンタウォッチマン!（以前はゼネラルプロデューサーを担当）

### ゼネラルプロデューサー
- 侃侃諤諤
- 言いにくいことをハッキリ言うTV
- 拡散希望中!
- 紅リサーチ
- 初めて○○やってみた
- 女の体当たりサーチ番組 なぜ?そこ?
- ヤーヌス
- あなたは今幸せですか?
- お坊さんバラエティ ぶっちゃけ寺
- 芸能人が実体験を告白!最悪の一日
- はくがぁる
- 世界ルーツ探検隊
- 学生才能発掘バラエティ 学生HEROES!
- 橋下×羽鳥の番組（奥田創史GPと共同担当）
- 絶対!カズレーザー（本部純GPと共同担当）
- くりぃむVS林修!クイズサバイバー（畔柳吉彦GPと共同担当）
- Chou Chou
- バクモン学園
- 爆問ファンド マネーの成功グラフ
- 旅サンデー
  - なかなか行けないニッポンの秘境!スター野宿旅!!
- アナ行き!
- 古舘伊知郎ショー
- 古舘トーキングヒストリー
- かみひとえ
- ポルポ
- 川柳居酒屋なつみ
- あるある土佐カンパニー
- 電脳ワールドワイ動ショー
- ジャニーズ河合がジャニーズのコト勝手に答えます!
- アルピーテイル
- 超人女子戦士 ガリベンガーV
- 声優パーク建設計画メタバース部
- 春菜ザキさんのタダの通販じゃねーよ!
- 阿佐ヶ谷ワイド!!

### プロデューサー
- ストライクTV
- もしものシミュレーションバラエティー お試しかっ!
- お願い!ランキングGOLD presents 眠れる才能テスト
- ナニコレ珍百景
- 快感MAP
- 賢コツ!!
- 関ジャニの仕分け∞
- 白黒ジャッジバラエティ 中居正広の怪しい噂の集まる図書館
- 中居正広のミになる図書館
- だんくぼ
- これぞ!ニッポン流!
- 聞きにくい事を聞く
- SMAP☆がんばりますっ!!
- ドラえもん知識王No.1決定戦SP

### ディレクター
- さまぁ〜ずと優香の怪しい××貸しちゃうのかよ!!

### アシスタントディレクター
- 27時間チャレンジテレビ （ブリーフ4）

### 企画
- 勝負師伝説 哲也

## 樋口班
- 久保信広（樋口GPが制作2部長に昇進後は、担当番組は久保がゼネラルプロデューサー。「林修の今でしょ!講座」チーフディレクター）
- 船引貴史（「お願い!ランキング」「世界ルーツ探検隊」「お坊さんバラエティ ぶっちゃけ寺」プロデューサー）
- 遠藤由一郎（「林修の今でしょ!講座」「橋下×羽鳥の番組」「川柳居酒屋なつみ」プロデューサー）
- 佐宗威史（「はくがぁる」プロデューサー）
- 菅原悠平（「クイズプレゼンバラエティー Qさま!!」「超人女子戦士 ガリベンガーV」プロデューサー）
- 澤田晋（「お願い!ランキング」「爆問ファンド マネーの成功グラフ」プロデューサー）
- 北村麻美（「お願い!ランキング」「今夜、誕生!音楽チャンプ」「クイズプレゼンバラエティー Qさま!!」プロデューサー）
- 木津優（「世界ルーツ探検隊」「お坊さんバラエティ ぶっちゃけ寺」チーフディレクター）
- 山田俊介（「橋下×羽鳥の番組」「お願い！ランキング」「爆問ファンド マネーの成功グラフ」「クイズプレゼンバラエティー Qさま!!」チーフディレクター）